# Sośnie
Sośnie (in tedesco Sosnie, dal 1919 al 1945 Suschen) è un comune rurale polacco del distretto di Ostrów Wielkopolski, nel voivodato della Grande Polonia.
Ricopre una superficie di 187,46 km² e nel 2004 contava 6 575 abitanti.